# Miami Herald
O Miami Herald é um jornal diário norte-americano pertencente à The McClatchy Company. Atende primariamente aos condados de Miami-Dade, Broward e Monroe, no estado americano da Flórida, mas também circula por todo sul desse estado, além do Caribe e América Latina.
Recebeu diversas vezes o Prémio Pulitzer desde sua fundação, em 1903.